# 五十嵐圭 (アナウンサー)
五十嵐 圭（いがらし けい、1976年8月11日 - ）は元あいテレビ、元高知さんさんテレビのアナウンサー。現在は共同通信記者。千葉県市川市出身。本籍は東京都中野区。東洋大学卒業。

## 略歴
東京アナウンスセミナー（1期生）修了。東洋大学卒業。
エフエム新津で1年勤務したのち、2001年に高知さんさんテレビに入社。2005年、高知さんさんテレビを退職。
2006年1月、あいテレビに移籍し、アナウンサー兼記者として勤務。アナウンサーの同期は林和香子と森礼見。
2018年1月31日、あいテレビを退職。「明日からは東京で別の形でニュースをお届けする仕事に就くことになっています」と報告した。
同年2月1日、東京・汐留の共同通信へ移籍。記者やコンテンツディレクターとして勤務。社外でも、アナウンサーや司会の依頼があれば対応している。

## 人物・エピソード
- 趣味：旅行[3]。アクティブな性格で、時間があれば色んな場所に出かけている。また台湾が好きで、休みをとって出かけることが多い。
- 家族：父、母、三人きょうだいである[3]。父は10歳の時に病気で倒れてその後亡くなり、母が洋服店を開いて3人の子供を育てた[3]。
- 最初はほぼ自炊していなかった。疲れやすくなり食事に気をつけなくてはと思い、24歳の時に自炊を始めた。焼くか煮る料理で、皮をむくのが面倒なのでカレーは作らない[3]。
- スーパーマーケットのサニーマート衣山店はあいテレビ勤務時の行きつけであった。高知県に住んでいた頃も利用しており、「食生活を豊かにしてくれたスーパーだった」という[8]。

## 出演

### ニュース
- キャッチあい
- さんさんスーパーニュース
- 共同通信ニューススペシャル

### 配信ドラマ
- 離婚しようよ（2023年、Netflix）-　アナウンサー 役（第8話）[5]